# Кадена, Фредди
Фредди Кадена (род. 1963) — эквадорский оперно-симфонический дирижёр, живущий в России. С 2000 по 2006 год работал в Оперном театре Московской Государственной Консерватории им. П. И. Чайковского. Является основателем и главным дирижёром Камерного Оркестра Амадеус при Союзе Московских Композиторов.

## Учеба
Своё музыкальное образование Фредди Кадена начал в Национальной консерватории г. Кито (Эквадор).
В 1984 году получил стипендию для продолжения учёбы в Музыкальном Училище при Московской Консерватории. Занимался в классе хорового дирижирования Леонида Павлова.
В 1988 году поступил в Московскую Консерваторию им. П. И. Чайковского на факультет хорового дирижирования (класс проф. Б. И. Куликова) и оперно-симфонического дирижирования (класс проф. Л. В. Николаева и проф. В. В. Катаева).
Участвовал в мастер классах проф. Хельмута Риллинга, руководителя Международной Баховской Академии г. Штутгарта. Выступал с оркестром «Bach-Collegium» и хором «Gachinger Kantorei» в Москве, Германии и Испании.
В 1994 году с отличием окончил Московскую Консерваторию.

## Карьера
Фредди Кадена работал с оркестром оперной студии Московской консерватории, с оркестром Министерства обороны России, с капеллой им. А. Юрлова, а также с Духовым Симфоническим Оркестром Арагона в Испании. С успехом выступает в концертных залах Москвы, гастролирует по России, Европе и Южной Америке.
Тесно сотрудничает с известными российскими артистами, такими как Ирина Архипова, Владислав Пьявко, Владимир Крайнев, Анастасия Чеботарева, Граф Муржа, Алексей Козлов, Марина Тарасова, Алексей Бруни, Дмитрий Рацер, Роман Роман Минц, Юлия Корпачева, Яна Иванилова и другими. Также сотрудничает с педагогами Московской консерватории Мариной Яшвили, Зорией Шихмурзаевой, Александром Бахчиевым, Еленой Сорокиной, Марией Чайковской, Валерием Поповым.
Ещё до начала работы в Московской консерватории работал с певцами и оперными режиссёрами (проф. Борис Персиянов и Александр Бородовский) Плодами этого сотрудничества стали спектакли «Кофейная кантата», «Крестьянская кантата», «Дон Жуан», «Травиата», «Царская Невеста», «Медведь», а также исполнение многочисленных кантат, мотетов, ораторий и других вокальных произведений.
С 1994 г. Фредди Кадена ежегодно участвует в международном фестивале современной музыки «Московская осень», осуществляя мировые премьеры многочисленных произведений композиторов России, Японии, Европы, США и Латинской Америки.
В 1995 году по его инициативе был создан Камерный Оркестр Амадеус при Союзе Московских Композиторов, художественным руководителем и главным дирижёром которого он является до настоящего времени. С этим коллективом Фредди Кадена выступает с концертами в Москве и гастролирует по России и за рубежом.
С 1992 по 2000 год проводил мастер классы по дирижированию в Арагоне (Испания).
С 2000 по 2006 год работал в Оперном театре Московской Консерватории в качестве дирижёра, педагога и музыкального руководителя оперных спектаклей.
С 2005 по 2009 год работал в качестве дирижёра в Московском театре Сатиры в спектаклях: «Андрюша», «Нам все ещё смешно», «Свадьба Кречинского», «Левша», «Свободу за любовь».
Выступал с концертами с ведущими симфоническими оркестрами Эквадора.
Принимает участие в престижных международных форумах, таких как «Диалог Цивилизаций» на острове Родос (Греция, 2007). Является представителем Испанского издательства Современной Музыки «Periferia Sheet Music» в Российской Федерации.

## Критика и комментарии
.. И в своих студенческих выступлениях, и после окончания консерватории он блестяще подчеркнул свои врожденные качества: подлинную музыкальность и уважительные, но требовательные отношения с музыкантами в процессе репетиций…

## Награды
В ноябре 2008 за активное участие в престижном международном фестивале современной музыки «Московская Осень» Союз Московских Композиторов наградил Фредди Кадену золотой медалью. Этой чести ранее удостаивались такие выдающиеся российские музыканты как Геннадий Рождественский, Валерий Полянский, Владимир Понькин и Владимир Федосеев.

## Фильмография
В фильме «Amat Deus», выпущенном в Италии в 2009 году фондом «Don Carlo Gnocchi Onlus» (представлен 9 октября 2009 в Teatro Duse в Болонье),
используется запись Камерного Оркестра Амадеус под управлением Фредди Кадена. Звучит концерт № 24 для фортепианного с оркестром Моцарта, солист — Владимир Крайнев. Этот благотворительный проект был осуществлён при поддержке RAI.

### По-русски
- Газета Москвичка
- РУССКИЙ ЭКВАДОРЕЦ ФРЕДДИ КАДЕНА, 27.11.2008, «Голос России»
- ВремяМН, № 1142, 15 апреля 2003 года
- Независимая газета # 216 (2032) 18 ноября 1999 г.
- Журнал «Лица», май 2003
- Фредди Кадена, камерный оркестр «Амадеус»

### По-английски
- Classical Archives — Записи Фредди Кадена
- Фредди Кадена, камерный оркестр «Амадеус»

### По-испански
- Посольство Эквадора в России (недоступная ссылка)
- Пресс релиз
- Газета «El Comercio», Кито (недоступная ссылка)
- Газета «El Tiempo», Куэнка
- Издательство «Periferia Sheet Music»
- TV